# Anton de Waal

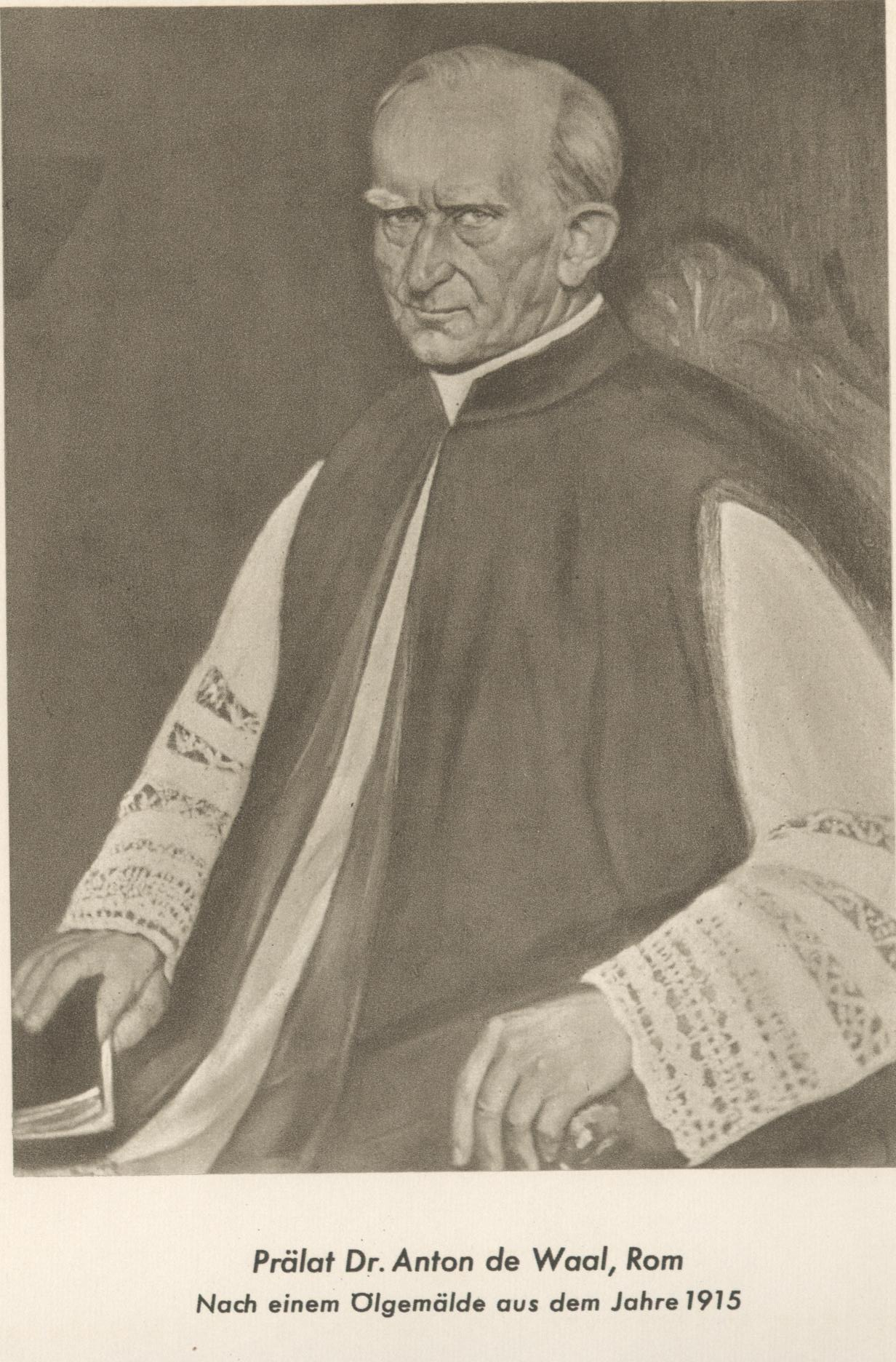
Prälat Anton de Waal, Gemälde, 1915

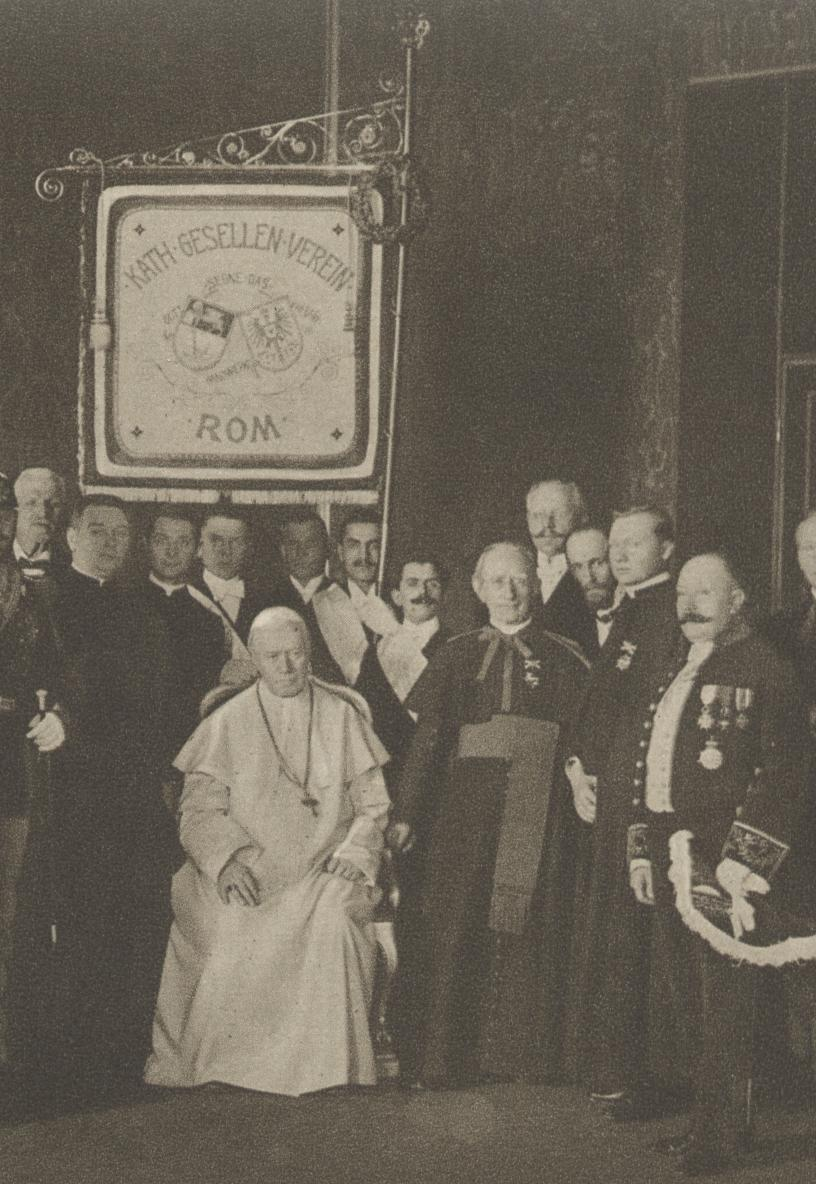
Prälat Anton de Waal (Bildmitte neben dem Papst), 1913, mit dem Deutschen Gesellenverein Rom, in Audienz bei Papst Pius X.

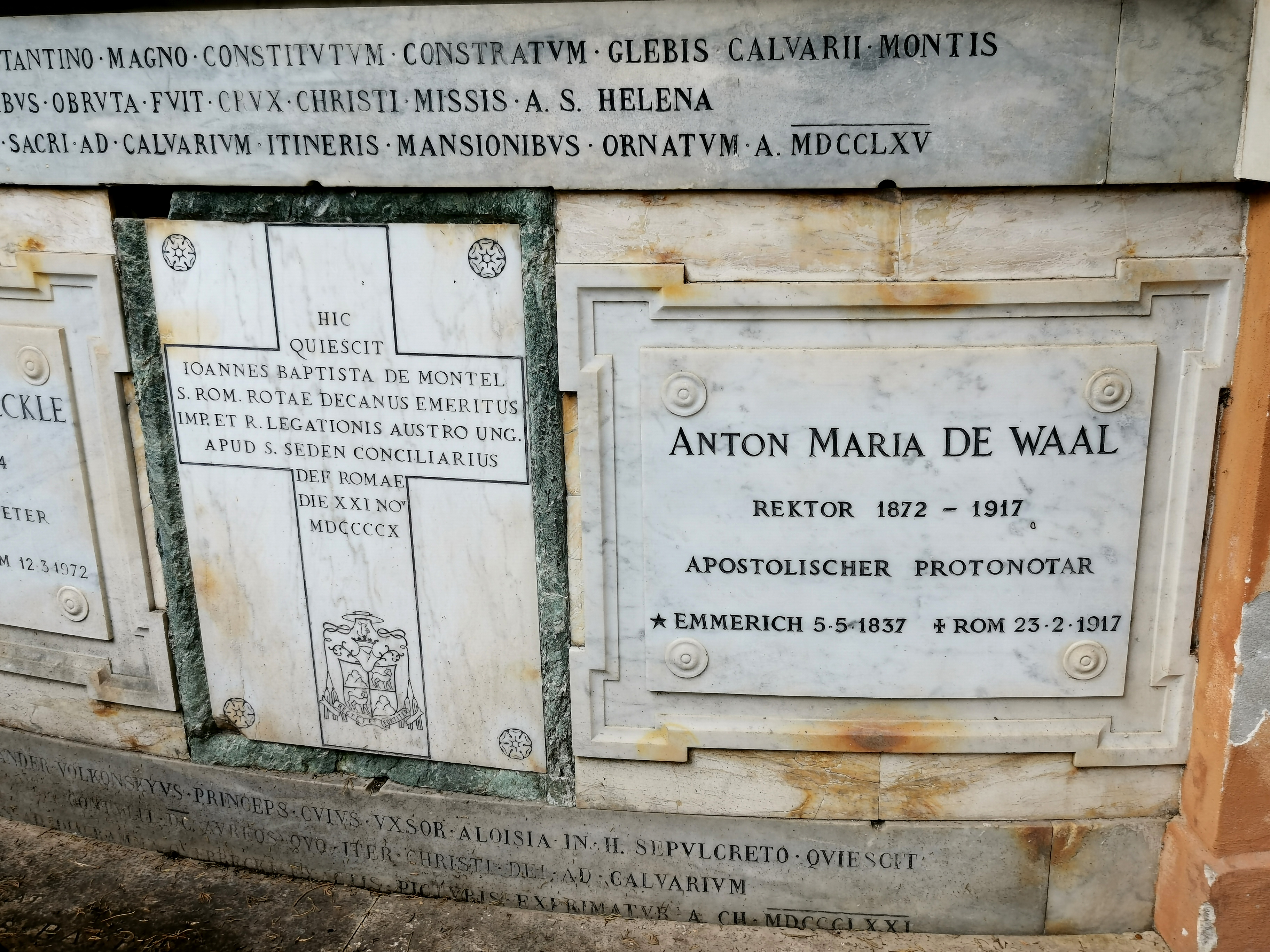
Grab auf dem Campo Santo Teutonico, Rom

Anton de Waal, Taufname Anton Maria, (* 5. Mai 1837 in Emmerich; † 23. Februar 1917 in Rom, ± Campo Santo Teutonico) war ein deutscher katholischer Theologe, Kirchenhistoriker, Christlicher Archäologe und Wissenschaftsorganisator.

## Leben
Der 1837 in Emmerich als Sohn des Kaufmanns Wilhelm de Waal und dessen Ehefrau Helene geb. van Beeck geborene Anton de Waal absolvierte das humanistische Gymnasium seiner Heimatstadt und studierte Theologie in Münster. Dort empfing er am 11. Oktober 1862 durch Bischof Johann Georg Müller die Priesterweihe und wirkte danach als Lehrer am Collegium Augustinianum Gaesdonck. Hier waren die späteren Bischöfe Hermann Jakob Dingelstad und Adolf Fritzen, seine Kollegen, ebenfalls Lehrer.
Am 19. Juli 1868 wurde de Waal Kaplan an der deutschen Nationalkirche Santa Maria dell’Anima in Rom und promovierte am 19. Februar 1869 zum Doktor der Theologie. Im Sommer und Herbst 1870, bei der Belagerung und Eroberung Roms durch italienisches Militär, war de Waal auch freiwilliger Feldkaplan der Päpstlichen Truppen, besonders betreute er die vielen deutschsprachigen Soldaten darunter. Aus seinen diesbezüglichen Eindrücken entstand später das Buch Der 20. September – Erzählung aus der Belagerung und Eroberung Roms.
Ab 1872 amtierte der Priester als Vizerektor und ab 1873 als Rektor des Campo Santo Teutonico. 1875 zum päpstlichen Geheimkämmerer ernannt, gab de Waal 1876 der um 1450 gegründeten Erzbruderschaft zur schmerzhaften Muttergottes eine Satzung und ließ die Kirche der Bruderschaft und den zugehörigen Deutschen Friedhof renovieren. Das Bruderschaftshaus gestaltete er in ein bis heute bestehendes deutsches Priesterkolleg (das Collegio Teutonico) um, welches, mit einer Spezialbibliothek ausgestattet, eine bedeutende Sammlung altchristlicher Kunst zusammenstellte.
Daneben engagierte sich de Waal für die deutsche Seelsorge und deutsche Pilger in Rom. Ab 1887 publizierte der Priester in Zusammenarbeit mit der Görres-Gesellschaft die Römische Quartalschrift für Christliche Altertumskunde und Kirchengeschichte und ab 1901 gemeinsam mit Carl Anton Baumstark den Oriens Christianus. Sein wissenschaftliches Interesse galt insbesondere der Christlichen Archäologie, so dass er den Archäologie-Teil der „Römischen Quartalschrift“ betreute und 1892/93 sowie abermals 1915 Grabungen unter San Sebastiano alle Catacombe an der Via Appia durchführen ließ.
Am 23. Juni 1896 wurde Anton de Waal zum Päpstlichen Hausprälaten ernannt, am 30. Juli 1900 zum Apostolischen Protonotar. Mit Datum vom 2. November 1904 erhielt er die Beauftragung zum Kommissar der Seelsorge aller Deutschen in Italien.
Neben seiner wissenschaftlichen und seelsorgerischen Arbeit verfasste der Geistliche deutschsprachige Biografien der Päpste seiner Zeit (Leo XIII., Pius X. und Benedikt XV.) sowie historische Erzählungen und Laientheater-Stücke.
Er starb 1917 in Rom und wurde auf dem Campo Santo Teutonico neben dem mit ihm befreundeten österreichischen Prälaten Johannes Montel beigesetzt.

## Ehrungen
Anton de Waal war Inhaber hoher Orden, u. a. des Kgl. Preußischen Kronenordens II. Klasse, des Kgl. Preußischen Roten-Adler-Ordens II. Klasse, des Kgl. Bayerischen Verdienstordens vom Hl. Michael II. Klasse, des Komturkreuzes des Kgl. Sächsischen Albrechts-Ordens, des Komturkreuzes und des Sterns zum Komturkreuz des Österreichischen Franz-Joseph-Ordens, sowie des Päpstlichen Verdienstkreuzes Pro Ecclesia et Pontifice in Gold.

## Werke (Auswahl)
- Des Apostelfürsten Petrus glorreiche Ruhestätte. Festschrift zum Papstjubiläum Pius IX. Pustet, Regensburg 1871. (Digitalisat)
- Die Streiter des heiligen Vaters. Episode aus der jüngsten Geschichte der Eroberung Roms. Schauspiel in 3 Aufzügen. Pustet, Regensburg 1871. (Digitalisat)
- Meister Faustgerecht. Schauspiel in 3 Aufzügen. Kösel, Kempten 1872. (Digitalisat)
- Erinnerungen an Rom, zunächst den deutschen Pilgern zu der 30. Jubelfeier unseres heil. Vaters Pius IX. gewidmet. Pustet, Regensburg 1876. (Digitalisat)
- Erinnerung an die Romfahrt zum Bischofs-Jubiläum unseres heiligen Vaters Pius IX. am 17. Mai 1877. Pustet, Regensburg 1877. (Digitalisat)
- Unseres heiligen Vaters Papst Leo XIII. Leben. Russell, Münster 1878. (Digitalisat)
- Die Nationalstiftungen des deutschen Volkes in Rom. Foesser, Frankfurt a. M. 1880.
- Valeria oder der Triumphzug aus den Katakomben. Pustet, Regensburg 1884. (Digitalisat)
- Die Katakomben des Hl. Callistus. Pustet, Salzburg 1886.
- Der Rompilger. Wegweiser zu den wichtigsten Heiligthümern und Sehenswürdigkeiten der ewigen Stadt. Herder, Freiburg im Breisgau 1888.
- Tim, der Negerknabe. Schauspiel in 3 Aufzügen. Für Gesellenvereine und ähnl. Kreise. Schöningh, Paderborn 1889. (Digitalisat der 4. Aufl.)
- Katakomben-Bilder. 6 Erzählungen aus den ersten Jahrhunderten der römischen Kirche. Pustet, Regensburg 1891. (Digitalisat)
- Die Apostelgruft ad Catacumbas an der Via Appia. Eine historisch-archäologische Untersuchung auf Grund der neuesten Ausgrabungen. Herder, Freiburg 1894. (Digitalisat)
- Fünfundzwanzig Jahre in Rom von 1870–1895. Ein Bild des katholischen Lebens in der deutschen Colonie. Foesser, Frankfurt a. M. 1895. (Digitalisat)
- Der Campo Santo der Deutschen zu Rom. Geschichte der nationalen Stiftung zum 1100jährigen Jubiläum ihrer Gründung durch Karl den Großen. Herder, Freiburg im Breisgau 1896.
- Papst Pius X. Ein Lebensbild des hl. Vaters. Mit einem Rückblick auf die letzten Tage Leos XIII. Allgemeine Verlags-Gesellschaft, München 1903.
- Roma Sacra. Die ewige Stadt in ihren christlichen Denkmälern und Erinnerungen alter und neuer Zeit. Allgemeine Verlags-Gesellschaft, München 1905.
- Konstantin des Großen Kirchenbauten in Rom. Breer & Thiemann, Hamm 1913.
- Der neue Papst. Unser Hl. Vater Benedikt XV. Breer & Thiemann, Hamm 1915.